# Травяные ужи
Травяные ужи (лат. Opheodrys) — род змей из семейства ужеобразных, обитающих в Северной Америке.

## Описание
Общая длина представителей этого рода колеблется от 80 до 110 см. Голова немного вытянутая, глаза большие. Туловище тонкое и стройное. У ряда представителей присутствует своеобразный киль на спине, образованный своеобразной чешуёй. Окрас кремовый, жёлтый, оливковый или зелёный.

## Образ жизни
Населяют травянистую и кустарниковую местность, откуда и происходит их название. Часто встречаются вблизи водоёмов. Активны днём, питаются насекомыми, овощами, мелкими ящерицами и амфибиями.

## Размножение
Это яйцекладущие змеи. Самки откладывают до 16 яиц.

## Распространение
Встречаются в Мексике, США и на юге Канады.

## Классификация
На сентябрь 2018 года в род включают 2 вида:
- Opheodrys aestivus (Linnaeus, 1766) — Килеватый травяной уж
- Opheodrys vernalis (Harlan, 1827) — Гладкий травяной уж